# 마르코바: 남자 위안부
마르코바: 남자 위안부(Markova: Comfort Gay)는 여장을 한 채 살다가 일본군에 끌려간 뒤 성노예 생활을 강요받은 월터리나 마르코바의 이야기를 다룬 영화이다. 필리핀의 유명 배우 돌피가 마르코바 역을, 돌피의 두 아들이 어린시절의 마르코바 역을 연기했다. 위안부 피해 여성들에 대한 다큐멘터리를 보고 난 마르코바가 자신의 이야기를 사회에 알리는 과정을 담고 있다.